# Daran Norris
Daran Norris Nordlund (Ferndale (Washington), 1 november 1964) is een Amerikaanse acteur die vooral bekend is geworden door zijn stemrollen (zoals die als Cosmo in The Fairly OddParents). Hij heeft stemmen ingesproken in meer dan 80 films, videospellen en televisieshows.
Norris had een terugkerende rol als advocaat Cliff McCormack in de serie 'Veronica Mars.'
Hij speelde conciërge Gordy in de Nickelodeon-serie Ned's SurvivalGids: Hoe houd ik de middelbare school vol?.
Hij speelde ook in de film Hobgoblins, die te zien was op Mystery Science Theater 3000.
Norris studeerde af op de Ferndale High School in 1983. Hij trouwde in 1988 met stemactrice Mary Elizabeth McGlynn, met wie hij twee kinderen kreeg.

## Ingesproken stemmen bij animatiefilms

### Anime
- Bastard!! - Dark Schneider
- Cowboy Bebop - Cowboy Andy Von de Oniyate, Morgan, Vincent Volaju
- Digimon: Digital Monsters - Mercurymon
- Fushigi Yūgi - Tasuki
- Gate Keepers - Fiancé
- Ghost in the Shell - Stand Alone Complex: Ai Nanao
- Hyper Doll - Detective Todo
- Gundam 0083 - Chap Adel
- Mobile Suit Gundam - The 08th MS Team: Yuri Kellarney
- Mon Colle Knights - Gabriolis the Dark Angel
- Naruto The Movie - Ninja Clash in the Land of Snow: Sandayu Asada
- Dragon Ball Z - King Cold (Buu Saga)
- Transformers: Robots in Disguise, Heavy Load

### Non-anime
- American Dad! - Jack Smith
- American Dragon: Jake Long: Additional Voices (Seizoen 2)
- Ben 10 - Female Diamondhead, Female Fourarms
- Brandy and Mr. Whiskers - Anonymous voices.
- Chowder - Additional Voices
- Class of 3000 - Salieri
- Codename: Kids Next Door - Count Spankulot, Mr. White, Additional Voices
- Dexter's Laboratory - Additional Voices (Seizoen 4)
- El Tigre: The Adventures of Manny Rivera - Emiliano Suarez, Mr. Aves
- Fosters Home for Imaginary Friends - Imaginary Man in "Challenge of the Super friends"
- Oh Yeah! Cartoons - Various voices (inc. Mr. Turner, Cosmo, Jorgen Von Strangle, Narrator in "Super Santa", Gingerbread Men, en Slap T. Pooch)
- Samurai Jack: X-49 in Episode L - "Tale of X-49"
- Star Wars: Clone Wars - Durge, Additional Voices
- Jimmy Neutron: Various voices
- The Fairly OddParents - Mr. Turner, Cosmo, Jorgen Von Strangle, Anti-Cosmo, Additional Voices
- The Life and Times of Juniper Lee - Steven the Sandman, Additional Voices
- The Replacements - Dick Daring, Additional Voices
- The Spectacular Spider-Man - J. Jonah Jameson, John Jameson, Mysterio
- Time Squad - Announcer, Davey Crocket, Franklin D. Roosevelt, Jack the Ripper, Jozef Stalin, Louie Pasteur, Master of Ceremonies, Phileander Knox / Vampire, Samuel Adams, Simon, Soldier, Turkey Guy, William Shakespear, Winston Churchill, XJ5
- Transformers: Prime - Knock Out
- W.I.T.C.H. - Tynar

## Gespeelde rollen

### Series
- Ben 10: Race Against Time - Diamondhead
- Ned's Survival Gids - Gordy, de conciërge (2004-2007)
- Veronica Mars - Cliff McCormack, a public defender.
- NYPD Blue - Drake Patterson, a lawyer. (niet genoemd)
- CSI: Miami - Eddie Roberts, a police officer. (niet genoemd)
- The OC - Greg Harland, a bartender. (niet genoemd)
- Big Time Rush - Buddha Bob, de conciërge (2009-2013)

### Films
- Invisible Dad - Andrew Baily
- Comic Book: The Movie - Commander Courage/Bruce Easly
- Cowboy Bebop: The Movie - Vincent Volaju, Various voices
- Hobgoblins - Club Scum M.C.
- Howl's Moving Castle - Additional Voices (niet genoemd)
- John Tucker Must Die - Announcer
- Naruto The Movie: Ninja Clash in the Land of Snow - Sandayu Asama
- Operation: Z.E.R.O. - Count Spankulot, Janitor
- Team America: World Police - Spottswoode
- The Cat in the Hat - Announcer
- The Jimmy Timmy Power Hour - Cosmo, Mr. Turner, Jorgen Von Strangle
- The Jimmy Timmy Power Hour 2 - When Nerds Collide: Cosmo, Mr. Turner, Jorgen Von Strangle, Anti-Cosmo
- The Jimmy/Timmy Power Hour 3 - The Jerkinators: Cosmo, Mr. Turner
- Ben 10: Race Against Time - Diamondhead

## Games
- .hack - Piros
- .hack//G.U. - Piros the 3rd, Salvador Aihara
- Codename: Kids Next Door Op. VIDEOGAME - Count Spankulot
- Dynasty Warriors 5 - Lu Meng/Pang De
- Dynasty Warriors 5: Empires - Lu Meng/Pang De
- Dynasty Warriors 5: Xtreme Legends - Lu Meng/Pang De
- Front Mission 4 - Dieter Bosch
- God Hand - Belze, Old Samurai, Various Villains
- Grandia III - Lai-Ilim
- Lord of the Rings: Fellowship of the Ring - Aragorn
- Metal Arms: Glitch in the System - Colonel Alloy
- Naruto: Ultimate Ninja - Gato
- Nicktoons Unite! - Cosmo, Jorgen Von Strangle
- Nicktoons: Battle for Volcano Island - Cosmo
- Nicktoons: Attack of the Toybots - Cosmo, Jorgen Von Strangle
- Ninja Gaiden II - Volf
- Radiata Stories - Genius
- Ratchet: Deadlocked - Dallas
- Resistance: Fall of Man - Captain Winters
- Spider-Man - Venom, Mysterio, Scorpion, The Punisher, Johnny Storm and Captain America.
- Spider-Man 2 - Enter Electro: Shocker/Sandman/Public Address/Professor X
- Star Ocean: Till the End of Time - Biwig
- Star Wars: Knights of the Old Republic II - GO-TO / additional voices
- Tales of Symphonia - Rodyle, Shadow
- Tales of Legendia - Vaclav Bloud
- The Fairly OddParents - Breakin' Da Rules: Cosmo, Mr. Turner, Jorgen Von Strangle, Crimson Chin, Comic Book Anchorman
- The Fairly OddParents - Shadow Showdown: Cosmo, Mr. Turner, Jorgen Von Strangle, Crimson Chin, Mr. Turner's Robot
- Warriors Orochi - Lu Meng